# Blake (вокальная группа)
Blake — британская вокальная группа, образованная в результате знакомства будущих участников в социальной сети.

## История
Дебютный альбом Blake вышел в 2007 году. За первые три недели было продано 100 000 копий и альбом получил статус золотого и завоевал звание «Альбом года» в 2008 году на ежегодной церемонии вручения Classical BRIT Awards. Альбом состоял из кавер-версий известных классический композиций и саундтреков к фильмам. 
Певцы выступили для Ширли Бэсси на её 70-летнем юбилее перед 80 000 футбольных болельщиков на стадионе Уэмбли. Летом 2007 года композиция «Swing Low» в исполнении Blake стала официальном гимном британской сборной на Чемпионате мира по регби. Группа выступила на церемонии открытия Кубка Мельбурна (конный спорт) в 2008 году и сопровождали Кэтрин Дженкинс в турне по Великобритании. За время исполнения песни «God Only Knows» на благотворительной акции «Children in Need 2007» было собрано свыше £1000000.[значимость факта?]
Второй альбом BLAKE And So It выпущен в сентябре 2008 года. По сравнению с первым альбомом, здесь больше поп-музыкальных аранжировок, а также присутствуют негритянские мотивы и интерлюдия из оперы Cavelleria Rusticana (Сельская честь). Альбом занял 12 место в британском поп-чарте.
В февреле 2009 года незадолго до первого турне баритон Доминик Тай. покидает группу, желая продолжить актерскую карьеру. Оставшиеся члены группы решили заняться поиском замены через Twitter. В коллектив приняли Хамфри Берни (известный как «Барни»), и квартет в составе Оливера Байнса, Хамфри Берни, Джул Найта и Стефена Баумана весной 2009 года отправился в своё первое турне по Великобритании в сопровождении Наташи Марш. Третий альбом Togethe, появившийся в продаже в октябре 2009 выпущен уже на их собственном лейбле «Blake records».
В 2010 году во время мероприятия Часа Земли Blake исполнили песню «Beautiful Earth». Группа выступила на Трафальгарской площади в день свадьбы принца Уильяма и Кэтрин Миддлтон.

## Состав

### Оливер Бейнc
Оливер «Олли» Байнс (тенор) родился 23 ноября 1982 года в городе Оксфорд, где получал классическое музыкальное образование с возраста 8 лет в Новом оксфордском колледже и Винчестерском соборе. В период с 1999 по 2005 годы пел в Национальном юношеском хоре Великобритании. Помимо обучения вокалу, Олли изучал игру на французском горне и трубе, играл на пианино в разных оркестрах.

### Хамфри Берни
Хамфри «Барни» Берни (тенор), родился 26 июля 1980. До вступления в коллектив в 2009 году — оперный певец. Дебютная запись певца состоялась совместно с новозеландской певицей Хайли Вестенра. Вместе был записан альбом Treasure. Барни родом из восточной Англии, учился в школах городов Норфолк и Гольт. В 2005 году окончил Королевскую Музыкальную Академию. Певец много ездил по Европе, выступая в качестве оперного певца, а также снялся в фильме-опере «View from the Moon». В 2009 Берни присоединился к группе благодаря социальной сети Twitter.

### Стефен Баумен
Стефен Баумен (бас-баритон) родился 22 августа 1980 года в городе Бат. Мать — британская оперная певица, отец — бывший немецкий рок-гитарист. В возрасте пять лет мечтал стать «рок-звездой», но будучи юношей, обнаружил в себе способность к пению. Баумен не имел классического вокального образования, зато выступал в различных джазовых и инди коллективах города Бат, пока не попал в Гилдхоллскую музыкальную драматическую школу. В возрасте 17 лет был самым молодым баритоном. После трех лет обучения классическому вокалу и электронной музыке он работал в области продаж и маркетинга в различных IT — компаниях, между тем сочиняя музыку со своими друзьями по вечерам в своей домашней студии. Свой собственный альбом Bamboo Haze он закончил летом 2004 года. Альбомом заинтересовались независимые звукозаписывающие компании, что дало возможность продолжить карьеру в музыкальной индустрии. В свободное время Стефен не прочь покататься на лыжах, сноуборде или мотоцикле.

## Blake в России
В России Blake побывали в 2011 году, выступив в Crocus City Hall.

## Ранние годы
Квартет образовался когда школьные приятели Джул Найт и Олли Байнс познакомились в Facebook с Домиником Таем и Стефеном Бауменом.
Через некоторое время участники квартета познакомились с Даниэлем Глатманом, руководителем группы Blue и дирижером коллектива Fron Male Voice Choir через Facebook. После прослушивания Глатман согласился стать менеджером группы. Вскоре он заключил контракт на £1 000 000 с лейблом Universal Classics and Jazz.
Вокалисты выбрали себе название Blake в честь любимого поэта Уильяма Блейка.

### Дискография

#### Start Over (2012)
1. Start Over

#### All Of Me (2011)
1. All Of Me
2. All Of Me (Instrumental)

#### She (2010)
1. She

#### Together (Special Edition 2010)
1. With or Without You
2. Bring Him Home
3. Bridge Over Troubled Water
4. Abide With Me
5. La Califfa
6. She
7. I Vow to Thee My Country
8. She Was Beautiful (Cavatina)
9. Ave Maria
10. Nessun Dorma
11. Unsung Hero
12. Titans
13. When a Child Is Born
14. Here’s to the Heros
15. Voice of an Angel

#### Beautiful Earth (For Earth Hour) 2010)
1. Beautiful Earth

#### When a Child is Born (2009)
1. When a Child is Born

#### Unsung Hero ft. Caroline Redman Lusher (2009)
1. Unsung Hero ft. Caroline Redman Lusher

#### Together (2009)
1. With or Without You
2. Bring Him Home
3. Bridge Over Troubled Water
4. Abide With Me
5. La Califfa
6. She (Featuring Julian Smith from Britain's Got Talent)
7. I Vow To Thee My Country
8. She Was Beautiful (Cavatina)
9. Ave Maria
10. Nessun Dorma
11. Unsung Hero (Featuring Caroline Redman Lusher)
12. Titans
13. When a Child Is Born (Christmas Bonus)
14. Beautiful Earth *Digital Exclusive

#### With or Without You & She (2009)
1. With or Without You
2. She

#### And So It Goes (2008)
1. Look To The Mountains
2. And So It Goes
3. Chasing Cars
4. Wild Mountain Thyme
5. Because We Believe
6. Up Where We Belong
7. Steal Away
8. Heavan Can Wait
9. Closest Thing To Crazy
10. Fantasia Prelude
11. Nella Fantasia
12. Time To Say Goodbye